# مارسيل جاكوب
مارسيل جاكوب (بالسويدية: Marcel Jacob) هو عازف باس سويدي، ولد في 30 يناير 1964 في ستوكهولم في السويد، وتوفي بنفس المكان في 21 يوليو 2009.

## وصلات خارجية
- مارسيل جاكوب على موقع ميوزك برينز (الإنجليزية)
- مارسيل جاكوب على موقع ديسكوغز (الإنجليزية)